# Tetraena madagascariensis
Tetraena madagascariensis là một loài thực vật có hoa trong họ Zygophyllaceae. Loài này được (Baill.) Beier & Thulin mô tả khoa học đầu tiên năm 2003.